# Rosette Poletti

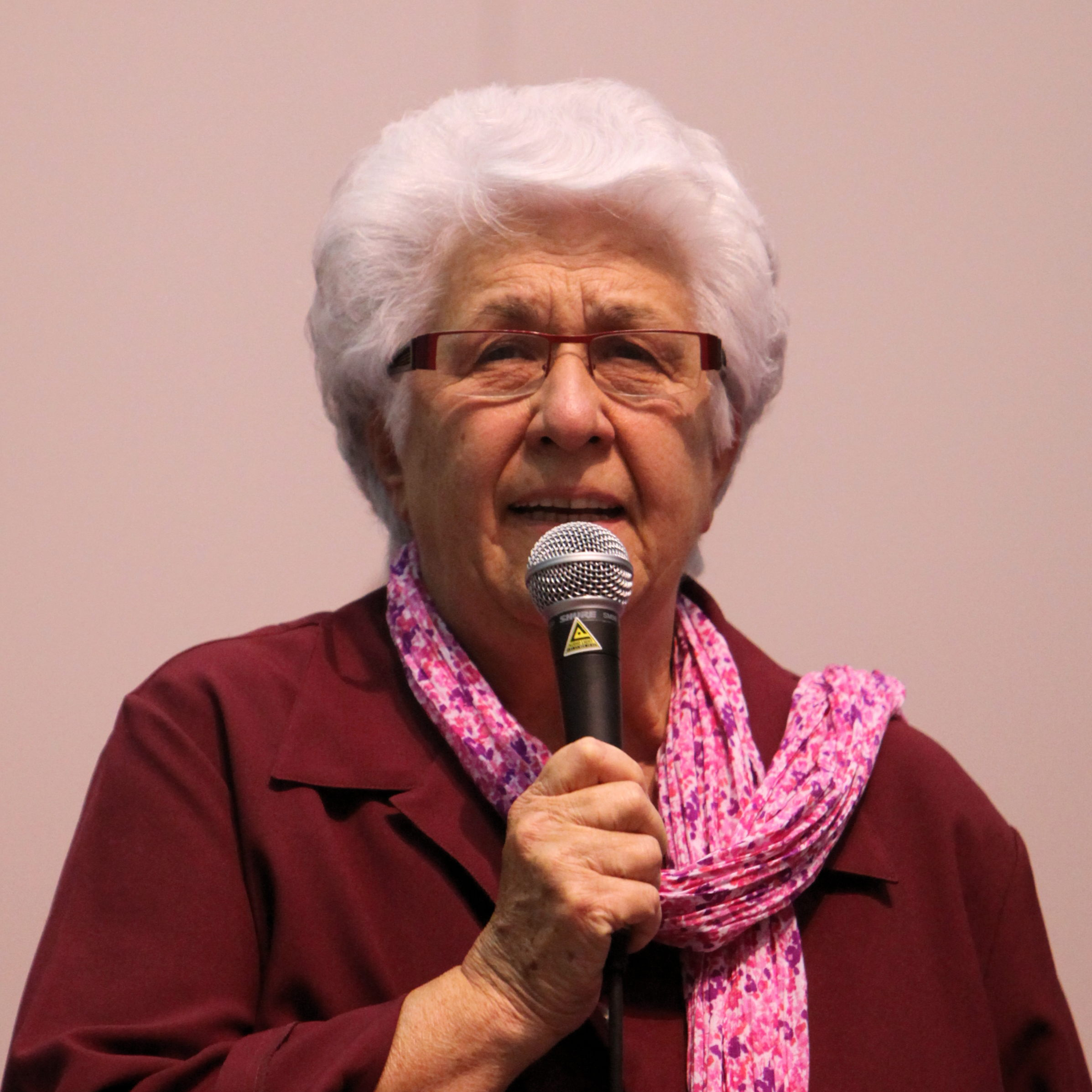
Rosette Poletti (2011)

Rosette Poletti (* 1938 in Payerne, Kanton Waadt) ist eine Schweizer Pflegeexpertin, Bildungswissenschaftlerin und Schriftstellerin.

## Leben
Rosette Poletti wuchs mit mehreren Geschwistern in einer protestantischen Familie in der Ortschaft Vers-chez-Perrin bei Payerne auf. Ihre Eltern engagierten sich aufgrund ihrer religiösen Überzeugung sehr in der Fürsorge bedürftiger Personen in der Umgebung. Ihr Urgrossvater war italienischer Abstammung. Als Jugendliche weilte sie für einen Au-pair-Aufenthalt in London, wo sie die orthodoxe Kirchenmusik kennenlernte und ihre religiöse Orientierung vertiefte. Sie absolvierte die Ausbildung zur Lehrerin und danach in Genf zur Krankenpflegerin. 1962 erhielt sie das Pflegerinnendiplom. Zudem schloss sie an der Universität Genf das Studium in Erziehungswissenschaften und Theologie mit der Lizentiatsprüfung ab. Sie unternahm mehrere Auslandsreisen und hielt sich eine Zeit in Indien auf. 1963 begab sie sich für einen Sozialaufenthalt nach Marseille und anschliessend nach Algerien. Weil sie dort an Typhus erkrankte, kehrte sie in die Schweiz zurück. 1965 ging sie in die USA, um an der Columbia-Universität in New York City Pflegewissenschaften zu studieren. Sie schloss das Studium mit dem Doktorat ab und unterrichtete danach an der Pace University in New York. Sie forschte über den klinischen Pflegedienst bei sterbenden Patienten und arbeitete mit Elisabeth Kübler-Ross, einer Pionierin der Palliative Care, zusammen.
In der Schweiz übernahm Rosette Poletti die Leitung der Pflegeschule École du Bon secours in Genf. Etwa ab 1970 begann sie sich dort als eine der ersten in der Schweiz mit der Pflege und Betreuung pflegebedürftiger Personen am Ende ihres Lebens im Sinne der Palliativpflege zu beschäftigen. Diese Arbeit setzte sie 1984 als Direktorin der École Supérieure d’Enseignement Infirmier in Lausanne fort. Als Fachpersonal Psychotherapie führte sie eine Rubrik der Westschweizer Tageszeitung Le Matin und verfasste Bücher und Artikel über die Situation der Krankenpflege besonders in der Westschweiz sowie Ratgeber für die persönliche Entwicklung und für die Trauerarbeit nach Todesfällen. Dabei wurde sie regelmässig von der Koautorin Barbara Dobbs unterstützt.
Rosette Poletti arbeitete zudem als Expertin für die Weltgesundheitsorganisation und als Gruppenleiterin am Institut de recherche et de formation à l’accompagnement des personnes en fin de vie et des personnes en deuil in Yverdon-les-Bains. 1998 gründete sie die Organisation Vivre son deuil Suisse. Sie war Mitglied im Initiativkomitee der Eidgenössischen Volksinitiative «Für eine starke Pflege (Pflegeinitiative)», die am 28. November 2021 vom Schweizer Stimmvolk angenommen wurde.
Rosette Poletti wohnt in Yverdon und führt seit 2014 eine Wohngemeinschaft mit Flüchtlingen aus Tibet.

## Werke
Viele ihrer Schriften verfasste Rosette Poletti zusammen mit Barbara Dobbs.
- Les Soins infirmiers. Théories et concepts. Montrouge 1978.
- L’Enrichissement des interventions en soins hospitaliers. Montrouge 1980.
- Dialogue de vie. La force d’une conviction. Bernex 1997.
- Lâcher prise. Dire oui à la vie. Genf/Saint-Julien-en-Genevois 1998.
- L’estime de soi. Un bien essentiel. Bernex 1998.
- La Résilience. Bernex 2001.
- Donner du sens à sa vie. Bernex 2002.
- Vivre le deuil en famille. Saint-Maurice 2001.
- Vivre son deuil et croître. Bernex 2003.
- La Voie du coquelicot. Bernex 2003.
- Des pensées pour grandir. Bernex 2004.
- La Compassion pour seul bagage. Bernex 2004.
- Plénitudes. Merveilleuses pensées pour chaque jour. Bernex 2005.
- Accepter ce qui est. Bernex 2005.
- Ressources, un jour une pensée. Bernex 2006.
- L’homme entre terre et ciel. Bernex 2007.
- Le désencombrer de l’inutile. Bernex 2008.
- Petites fleurs du cœur pour grandir au fil des jours. Bernex 2009.
- Comment se dire adieu… Rupture, séparation et deuil. Bernex 2009.
- La gratitude. Savoir et oser l’exprimer. Bernex 2009.
- Rendre grâces. Exprimer sa gratitude au fil des jours. Bernex 2010.
- Philosophie du coquelicot. Prendre soin de soi pour prendre soin de l’autre. Bernex 2010.
- Petit cahier d’exercices d’émerveillement. Bernex 2011.
- Petit cahier d’exercices d’estime de soi. Bernex 2011.
- Petit cahier d’exercices du lâcher-prise. Bernex 2011.
- L’essentiel du lâcher-prise. Bernex 2014.
- L’attention. L’autre nom de l’amour. Gollion. 2015.
- Chemins de sagesse pour les temps difficiles. Gollion 2015.
- 40 jours pour retrouver la paix et la sérénité après un deuil ou une rupture, avec aromathérapie. 'Auberson 2015.
- 365 jours pour éveiller les ressources qui sont en vous. Un jour, une pensée. Bernex 2016.
- mit Vincent Lecourt: Le Burn-out des soignants. A la recherche de sens. Chêne-Bourg 2016.
- Je m’estime. Bernex 2017.
- Etre proche-aidant, c’est apprendre à danser sous la pluie plutôt que d’attendre la fin de l’orage. Bernex 2019.
- J’atteins la sagesse. Bernex 2019.